# Ben Carruthers
Ben Carruthers (születési nevén Benito F. Carruthers) (Illinois, 1936. augusztus 14. – Los Angeles, Kalifornia, 1983. szeptember 27.) amerikai színész.

## Életútja
Benito F. Carruthers néven született 1936. augusztus 14-én. Ismertebb szerepei közé tartozik A piszkos tizenkettő (1967), és a New York árnyai (1958). Los Angelesben hunyt el 1983. szeptember 27-én, májelégtelenség következtében.

### Válogatott filmográfia
- 1967  A piszkos tizenkettő Glenn Gilpin
- 1967  Rettenthetetlen Frank A Macska
- 1965  Szerelem 65 Benito (Benito Carruthers néven)
- 1958  New York árnyai Ben
- 1958  A budapesti rém Sentry (stáblistán nem szerepel)

## További információ
- Ben Carruthers a PORT.hu-n (magyarul)
- Ben Carruthers az Internetes Szinkronadatbázisban (magyarul)
- Ben Carruthers az Internet Movie Database-ben (angolul)
- Ben Carruthers a Rotten Tomatoeson (angolul)